# Distrito de Jhansi
Pronunciação
Distrito de Jhansi é um dos distritos do estado de Uttar Pradesh no norte da Índia. A cidade de Jhansi é a sede do distrito. O distrito é limitado a norte pelo Distrito de Jalaun, a leste pelos distritos de Hamirpur e Mahoba, a sul pelo Distrito de Tikamgarh do estado de Madhya Pradesh, a sudoeste pelo distrito de Lalitpur, que se une ao distrito de Jhansi por um corredor estreito e a leste pelos distritos de Datia e Bhind de Madhya Pradesh. População 19,98.603 (censo de 2011). O distrito de Lalitpur, que se estende até a região montanhosa ao sul, foi adicionado ao distrito de Jhansi em 1891 e tornou um distrito separado novamente em 1974.

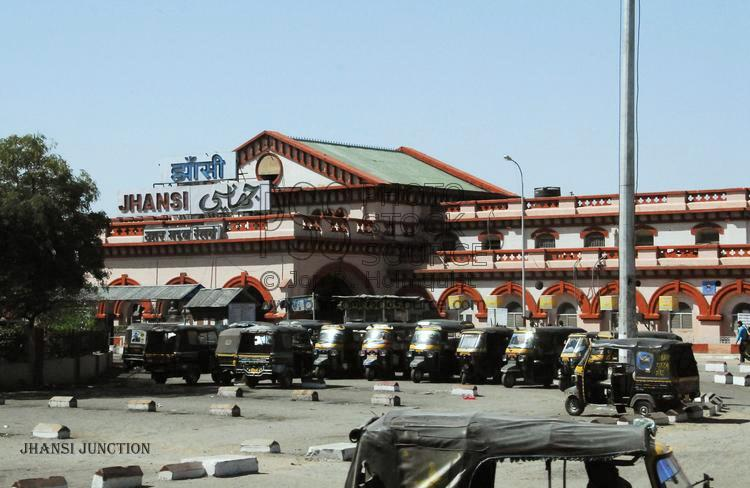
Estação Ferroviária Jhansi Junction

## História
Em 1861, a cidade de Jhansi e um território dependente foram cedidos ao estado de Gwalior e a capital do distrito foi transferida para Jhansi Naoabad (Jhansi Refounded), uma vila sem "cantonamento" (campo militar). Jhansi (a cidade velha) tornou-se a capital de uma "subah" (província) dentro do estado de Gwalior, mas em 1886 foi devolvida ao domínio britânico como distrito das Províncias Unidas de Agra e Oudh em troca do Forte de Gwalior e do cantão de Morar nas proximidades. (Foi entregue ao marajá de Gwalior, mas ficou sob o domínio britânico em 1886 como resultado de uma troca territorial.) A população de Jhansi em 1901 era de cerca de 55.000, enquanto a população do distrito de Jhansi era de cerca de 407.000 em 1891.

## Geografia

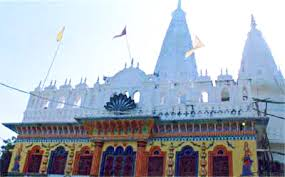
Todi Fatehpur

Várias linhas ferroviárias servem o distrito. Ao sul do distrito de Jhansi fica a região montanhosa de Bundelkhand, que desce da cordilheira Vindhya. O distrito consiste na planície nivelada de Bundelkhand, que se distingue por seu solo preto profundo, conhecido como mar, e admiravelmente adaptada para o cultivo de algodão. O distrito é interceptado ou delimitado por três rios principais, Pahuj, Betwa e Dhasan.
A principal cidade do distrito de Jhansi é Jhansi. Outras cidades são Mauranipur, Garautha, Mariposa, Babina, Chirgaon, Samthar Gursarai Erich, etc.

## Dados demográficos
| Religiões no Distrito de Jhansi | Religiões no Distrito de Jhansi | Religiões no Distrito de Jhansi | Religiões no Distrito de Jhansi | Religiões no Distrito de Jhansi |
| ------------------------------- | ------------------------------- | ------------------------------- | ------------------------------- | ------------------------------- |
| Religião                        |                                 |                                 | Porcentagem                     |                                 |
| Hindus                          | Hindus                          |                                 | 98,21%                          | 98,21%                          |
| Outros                          | Outros                          |                                 | 1,79%                           | 1,79%                           |

 De acordo com o censo de 2011, o distrito de Jhansi tem uma população de 1.998.603, aproximadamente igual à nação da Eslovênia ou ao estado americano do Novo México. Isso confere a 231ª posição na Índia (de um total de 640). O distrito tem uma densidade populacional de 398 habitantes/km² (1 000 /sq mi). Sua taxa de crescimento populacional na década 2001-2011 foi de 14,54%. Jhansi tem uma proporção de sexo de 890 mulheres para cada 1000 homens, e uma taxa de alfabetização de 69,68%.
Na época do censo da Índia em 2011, 98,76% da população do distrito falava hindi e 0,50% urdu como primeira língua.

## Visão geral do distrito

### Tehsil
Existem 5 tehsil no distrito Jhansi.
1. Jhansi
2. Mauranipur
3. Garautha
4. Tehroli
5. Traça

### Blocos de Desenvolvimento
Existem 8 blocos de desenvolvimento.
1. Babina
2. Badagaon
3. Bamaur
4. Bangra
5. Chirgaon
6. Gursarai
7. Mauranipur
8. Traça

### Grupos constituintes
Existem 4 círculos eleitorais no distrito de Jhansi.
1. 222 - Babina
2. 223 - Jhansi Nagar
3. 224 - Mauranipur
4. 225 - Garautha